# S.G. Kittappa
S.G. Kittappa właściwie Shencottah Ganagathara Krishnamurthi (ur. 1906, zm. 1933) – indyjski aktor teatralny, również śpiewak klasyczny.
Zadebiutował na scenie w wieku 5 lat. Wykonywał utwory wywodzące się z Karnataki, nie dawał jednak koncertów, czyniąc ze śpiewu jeden z istotnych elementów swojej aktywności aktorskiej. Ceniony za specyficzną barwę głosu, uznawany jest za jedną z najwybitniejszych postaci tamilskiego teatru.